# 克里維納灣

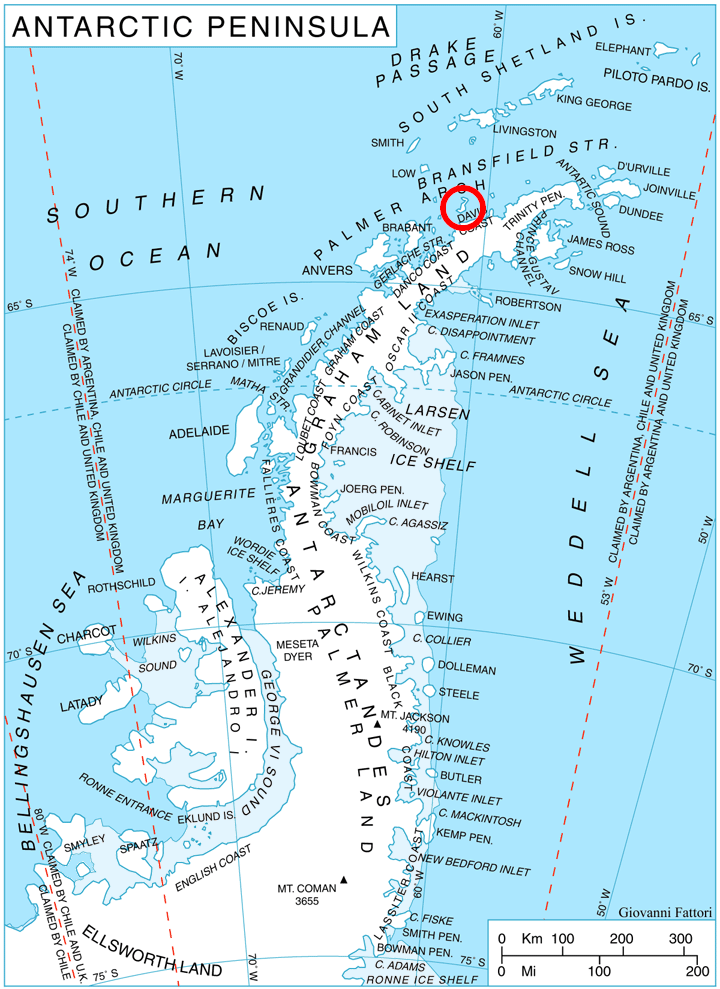

63°49′10″S 60°47′45″W / 63.81944°S 60.79583°W
克里維納灣是南極洲的海灣，位於帕默群島的特里尼蒂島西岸，長3公里、寬5公里，北部有伊梅林島、丁克島和羅古利亞特島，以保加利亞西部鄉鎮命名，現時由南極條約體系管理。